# Bolwerksmolen

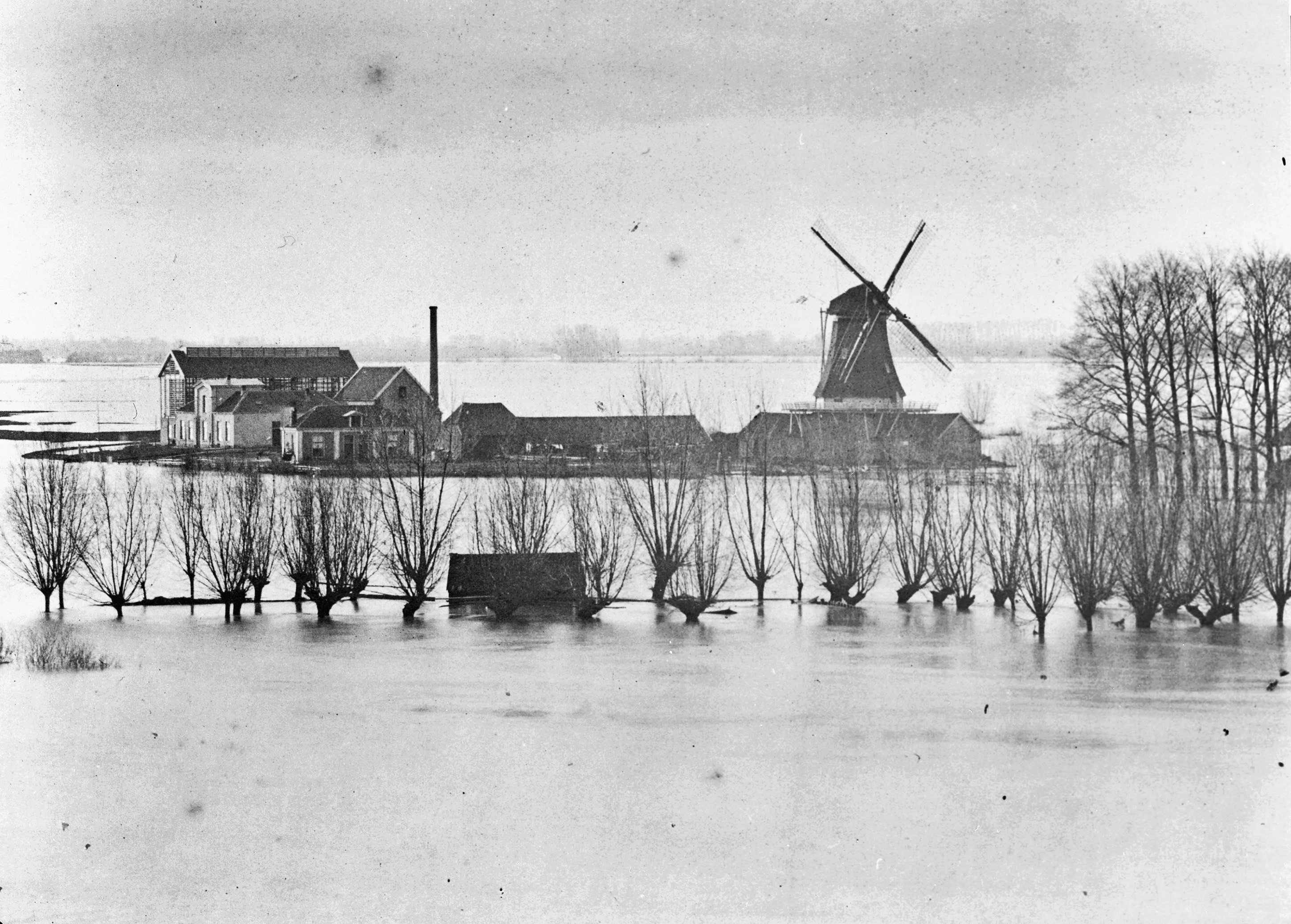
De Bolwerksmolen bij hoogwater in 1883

De Bolwerksmolen is een zaagmolen in Deventer op de westelijke oever van de IJssel, vlak bij de Wilhelminabrug. De molen werd in 1968 ingeschreven in het register van rijksmonumenten.

## Geschiedenis
De molen werd gebouwd in 1863 gebouwd door de gebroeders Elfrink en is in 1865 in gebruik genomen. Al kort na de bouw zijn twee zaagramen versmald. In de tijd dat de molen in bedrijf is vinden diverse overstromingen rond de IJssel plaats, waaronder in 1883, 1920 en 1926. Maar omdat blijkt dat de molen op een natuurlijke hoogte langs de rivier ligt, kwam steeds alleen de zaagvloer tijdelijk onder water te staan. Als op 31 juli 1911 de bliksem inslaat, brandt de molen wonder boven wonder niet af. Vanaf februari 1921 komt de molen in handen van de nabijgelegen stoomhoutzagerij Wilpsche Dijk, die vervolgens in 1927 stopt met zagen op windkracht. De molen raakt snel daarna in verval, maar blijkt nuttig als opslagloods. Ook de molenkolk blijft in gebruik voor het wateren van boomstammen. Om deze redenen blijft de molen staan en wordt deze uiteindelijk niet afgebroken. 
Tijdens de geallieerde bombardementen aan het eind van de Tweede Wereldoorlog in 1944 en 1945, die gericht zijn op de Wilhelminabrug en de spoorbrug van Deventer, slaan diverse keren bommen vlak naast de molen in. Op wat bom- en granaatscherven na blijft de molen opnieuw op wonderbaarlijke wijze intact. Na de oorlog wordt de molen beter onderhouden: in 1950 wordt het rietdek vervangen en in 1955 het wiekenkruis, die in een storm beschadigd was geraakt. Voor het herstel worden tweedehands roeden van de Kilsdonkse Molen gebruikt. Ook krijgt de molen weer een stelling, die daarvoor al enige tijd verdwenen was. 
In 1967 onteigent de gemeente Deventer de molen en bijbehorend terrein. Opnieuw raakt de molen in verval. Voor het uitvoeren van de grootschalige bouwplannen voor 'Deventer Dubbelstad' zal de molen toch moeten worden gesloopt, is immers de gedachte. Niet veel later blijkt dat het molencomplex onderdeel uit kan maken van een park in het nieuwe stadsdeel en dus wordt de molen wederom niet afgebroken. Als alle bouwplannen niet doorgaan en begin jaren 1970 de interesse in de cultuurhistorische waarde van molens flink toeneemt, ontstaan er vanaf 1972 concrete plannen om de molen te restaureren. 
Onder leiding van een actiecomité wordt in 1973 veel geld ingezameld en aangevuld met subsidies, zodat in 1975 de restauratie van de molen kan beginnen. Op 8 mei 1976 wordt de molen feestelijk geopend. Snel daarna heft het actiecomité zich op en wordt opgevolgd door de ‘Stichting Bolwerksmolen’, die het beheer van de gemeente Deventer overneemt. Ook bouwt de stichting in 1976 een nieuwe molenaarswoning op het molenterrein, geheel in Sallandse stijl. In 1991 krijgt de molen een elektromotor die de krukas aandrijft, zodat bij onvoldoende wind toch hout kan worden gezaagd. 
In het begin van de 21e eeuw bleek de molen dusdanig verzakt, dat opnieuw een ingrijpende anderhalf jaar durende restauratie noodzakelijk was. De molen werd geheel gedemonteerd, heipalen werden in de grond gebracht en een nieuwe fundering geplaatst. Daarna kon de molen weer worden opgebouwd. De romp en de kap kregen eveneens een opknapbeurt. Sinds het voorjaar van 2007 draaien de wieken als vanouds en kan de molen ook weer volop zagen. 
De eigenaar van de Bolwerksmolen is sinds 1967 de gemeente Deventer. De exploitatie van de molen gebeurt sinds 1976 door de Stichting Bolwerksmolen. Van 2002 tot 2020 was Ber Fort vrijwillig molenaar. Voor zijn verdiensten ontving hij op 28 februari 2020 de Bronzen Legpenning. 

## Techniek
De houten achtkantige, bovenkruier met stelling staat op een vierkante onderbouw met zaagschuur en heeft een sleephelling voor het uit het water trekken van de boomstammen. De stelling zit op een hoogte van 5,60 m. De molen heeft drie zaagramen, die zowel door de wind als met een elektromotor aangedreven kunnen worden. De zagen zijn 60 cm lang en de zaagramen 80 cm breed. De zaagslede is 10,90 m lang.
Het gevlucht heeft op de binnenroede fokwieken met steekborden. De buitenroede is Oudhollands opgehekt, eveneens met steekborden. De gelaste roeden zijn in 2006 gemaakt door het molenmakersbedrijf Vaags uit Aalten. De binnenroede met nummer 136 is 22,40 m en de buitenroede met nummer 135 is 22,50 m lang.
De 6,25 meter lange, gietijzeren bovenas stamt uit 1872 en is gegoten door de fabrikant De Prins van Oranje te 's Gravenhage. De 6 meter lange, gietijzeren krukas is 6,5 cm dik en draait in vijf lagers, die gesmeerd worden met behulp van staufferpotten. De slag van de kruk is 46 cm.
Op de krukas zit niet alleen het krukwiel, maar ook een wiel dat via een aandrijfriem de winderij aandrijft. Daarnaast zit er een tandwiel op de krukas voor de kettingaandrijving met behulp van de elektromotor.
De kap van de molen draait op een Engels kruiwerk en wordt gekruid met een kruilier.
De molen wordt gevangen (geremd) met een Vlaamse vang, die bediend wordt met een wipstok.

## Overbrengingen
- Het bovenwiel heeft 59 kammen en een steek van 12,5 cm.
- De bovenbonkelaar heeft 32 kammen en de onderbonkelaar 44 kammen. De steek van de onderbonkelaar is 10 cm.
- Het krukwiel heeft 38 kammen.
- De overbrengingsverhouding van bovenas naar krukas is 1:2,13

## Fotogalerij

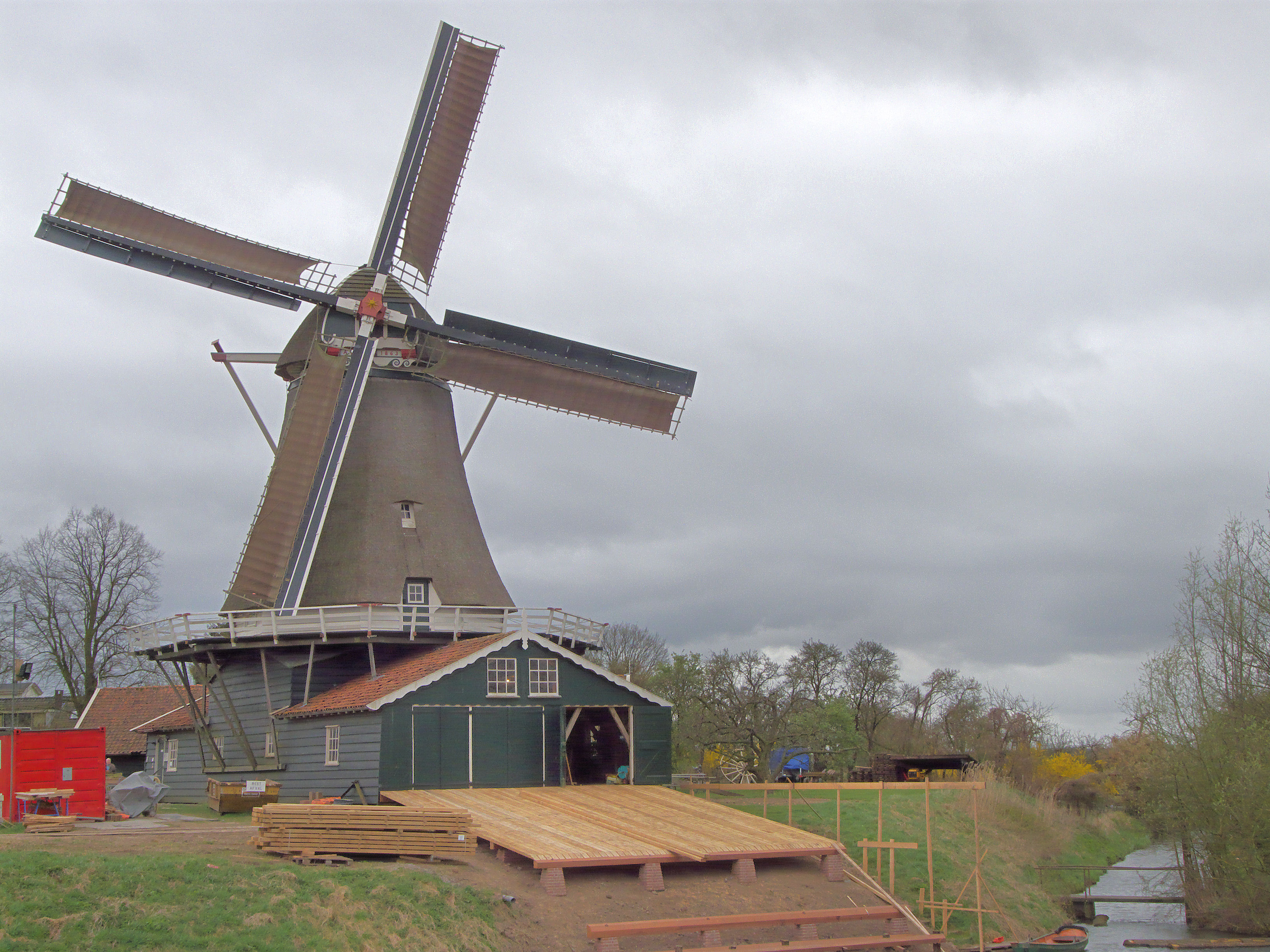
Maart 2012
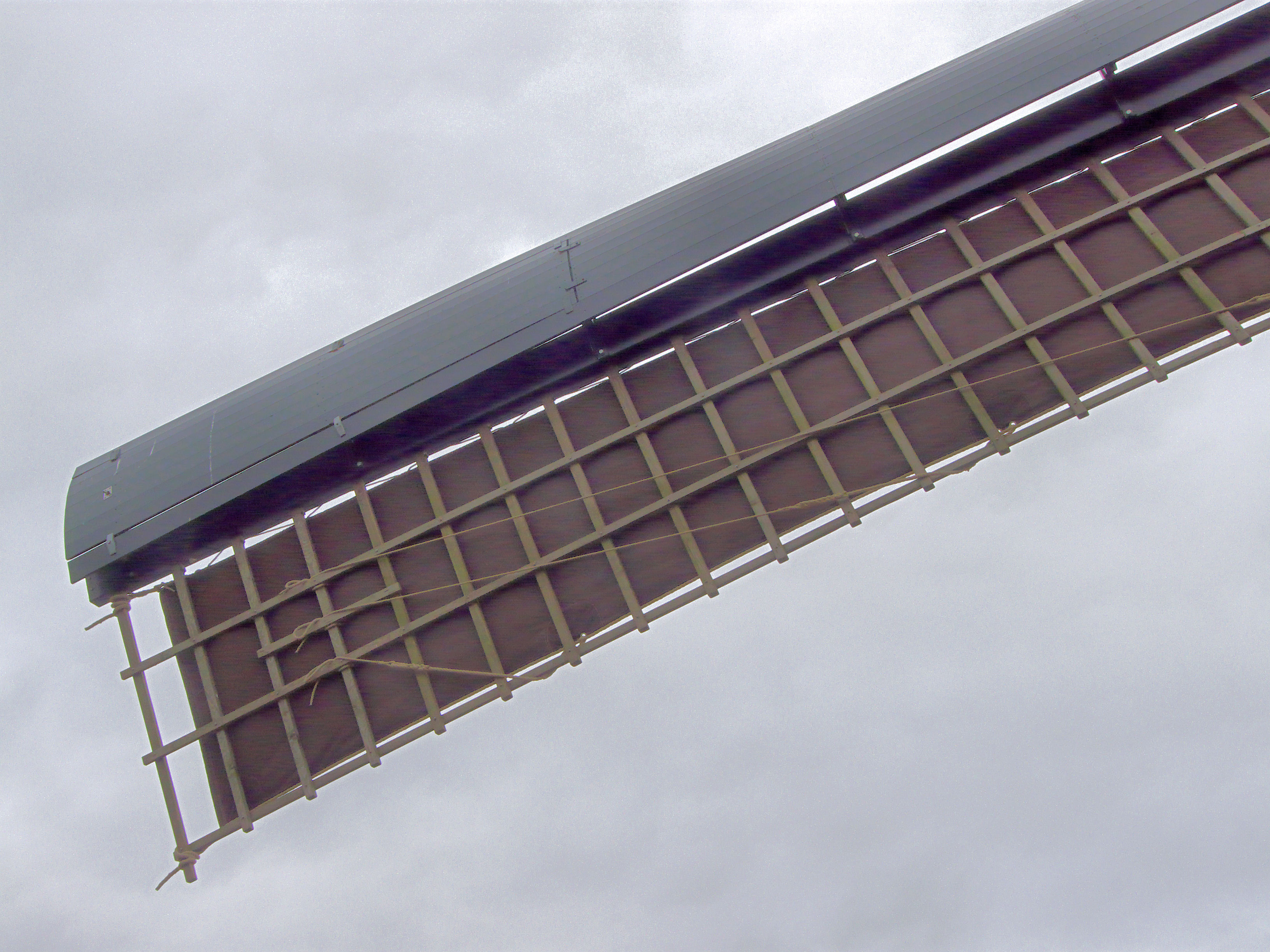
Fokwiek met steekbord op binnenroede
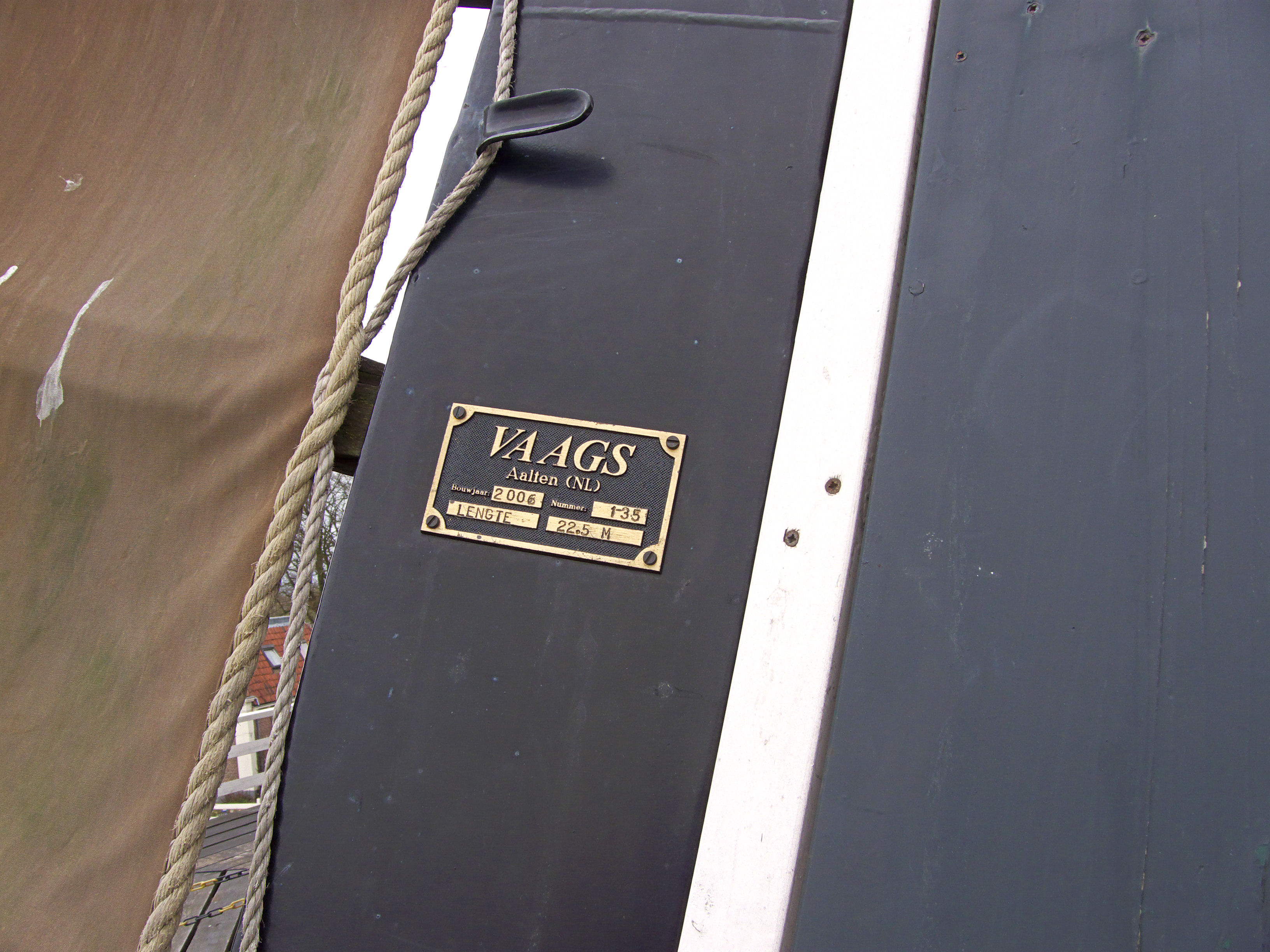
Roeplaatje buitenroede
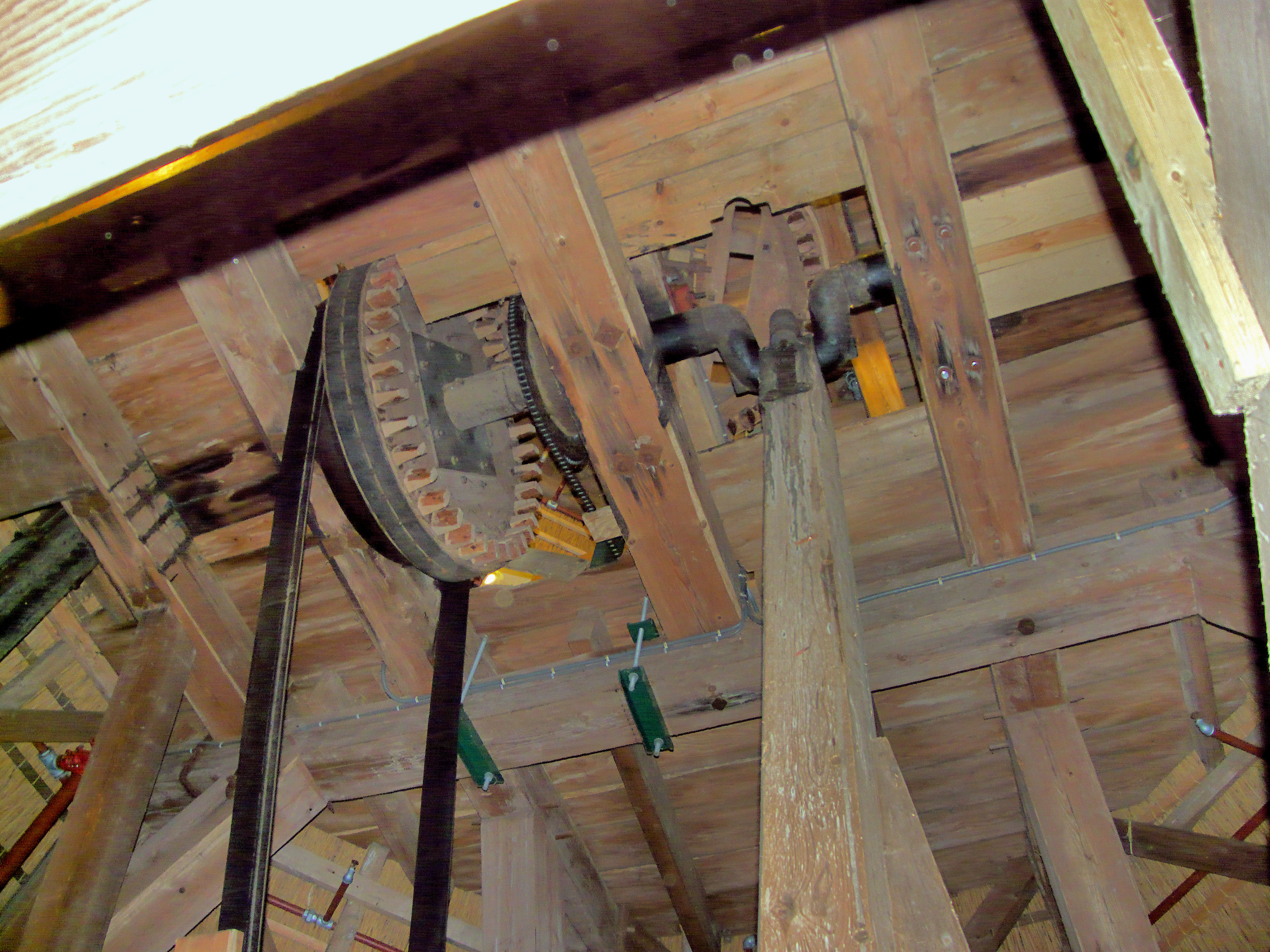
Krukas
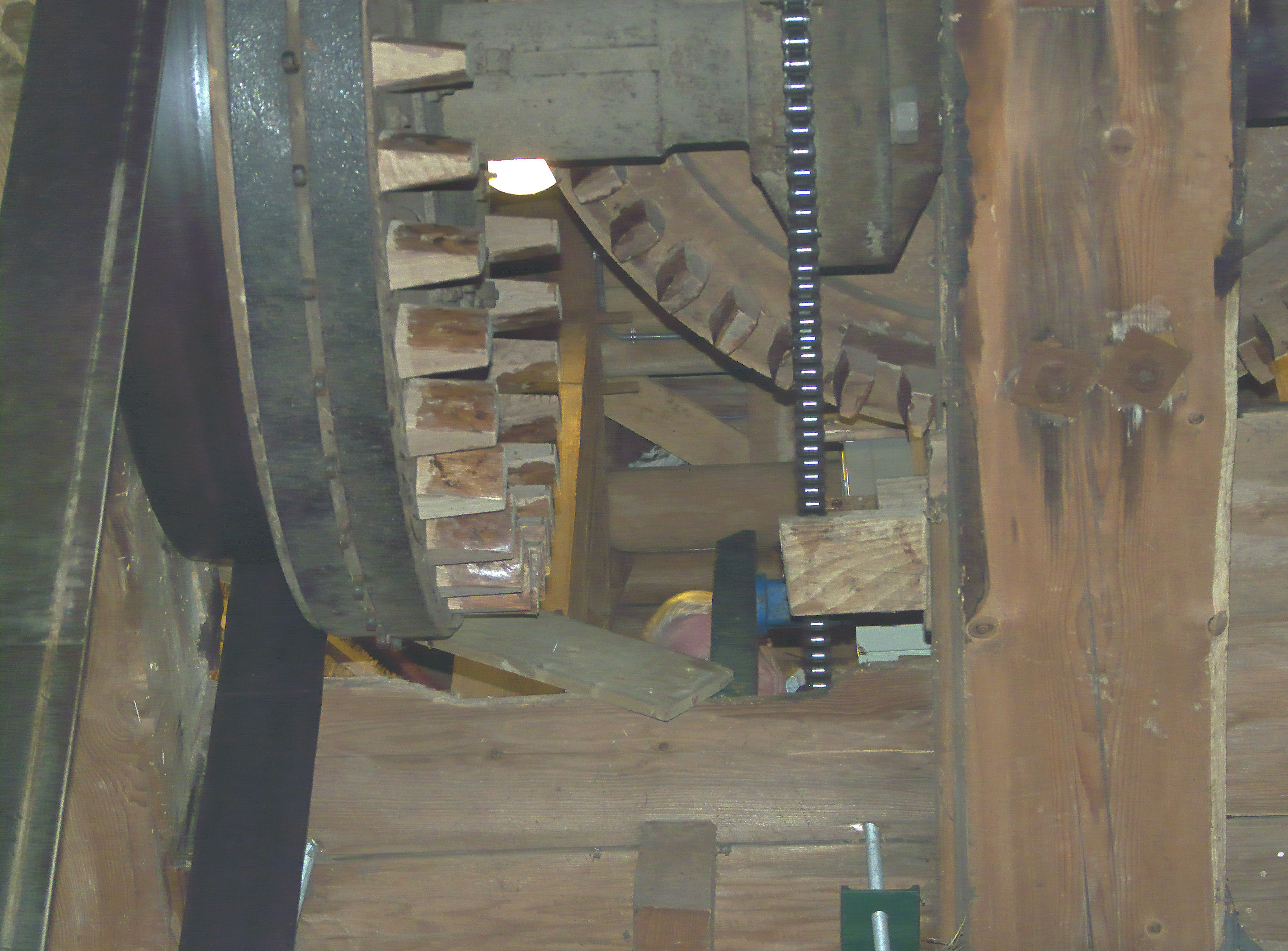
Aandrijving winderij en aandrijfketting elektromotor
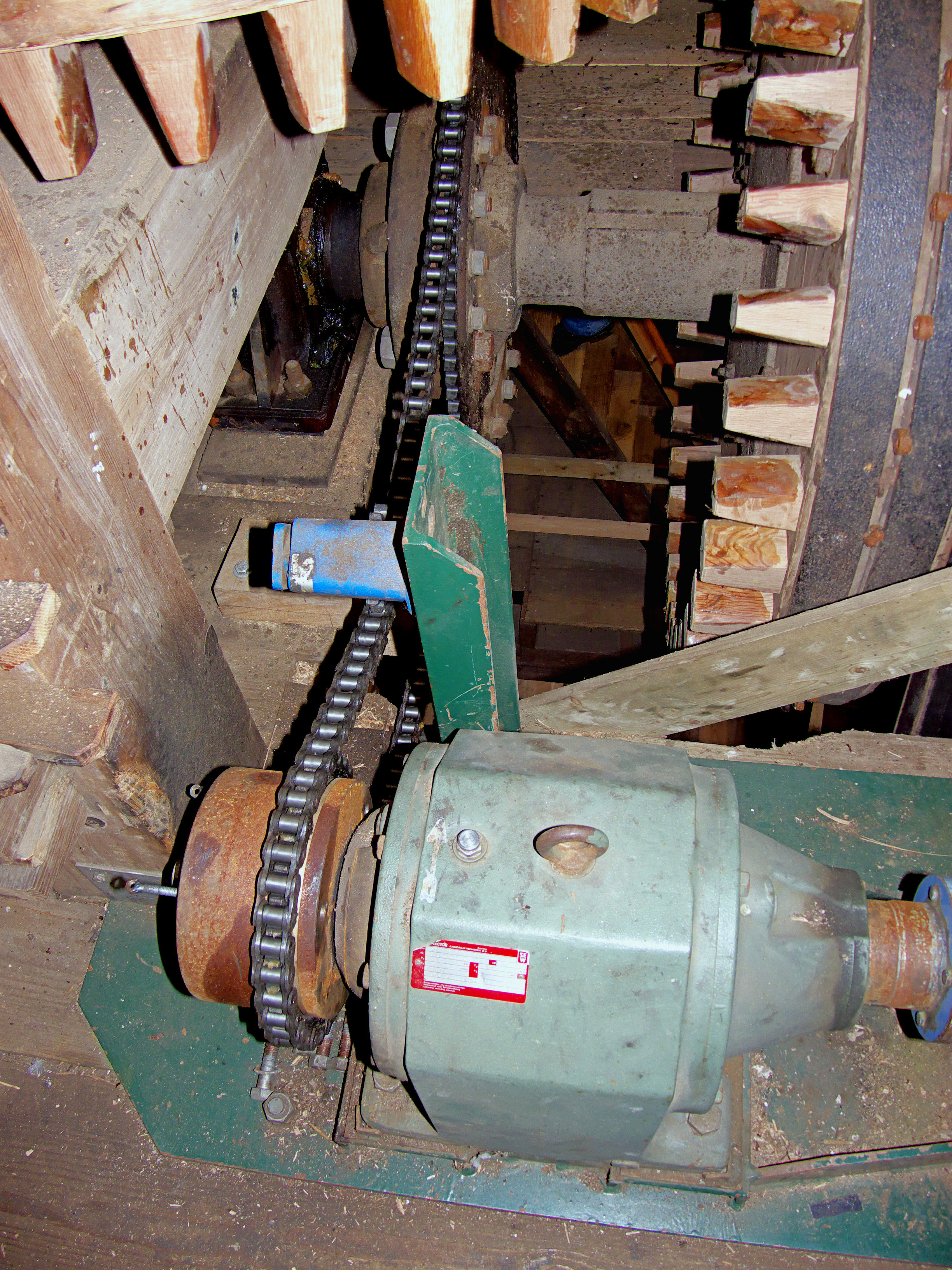
Elektromotor
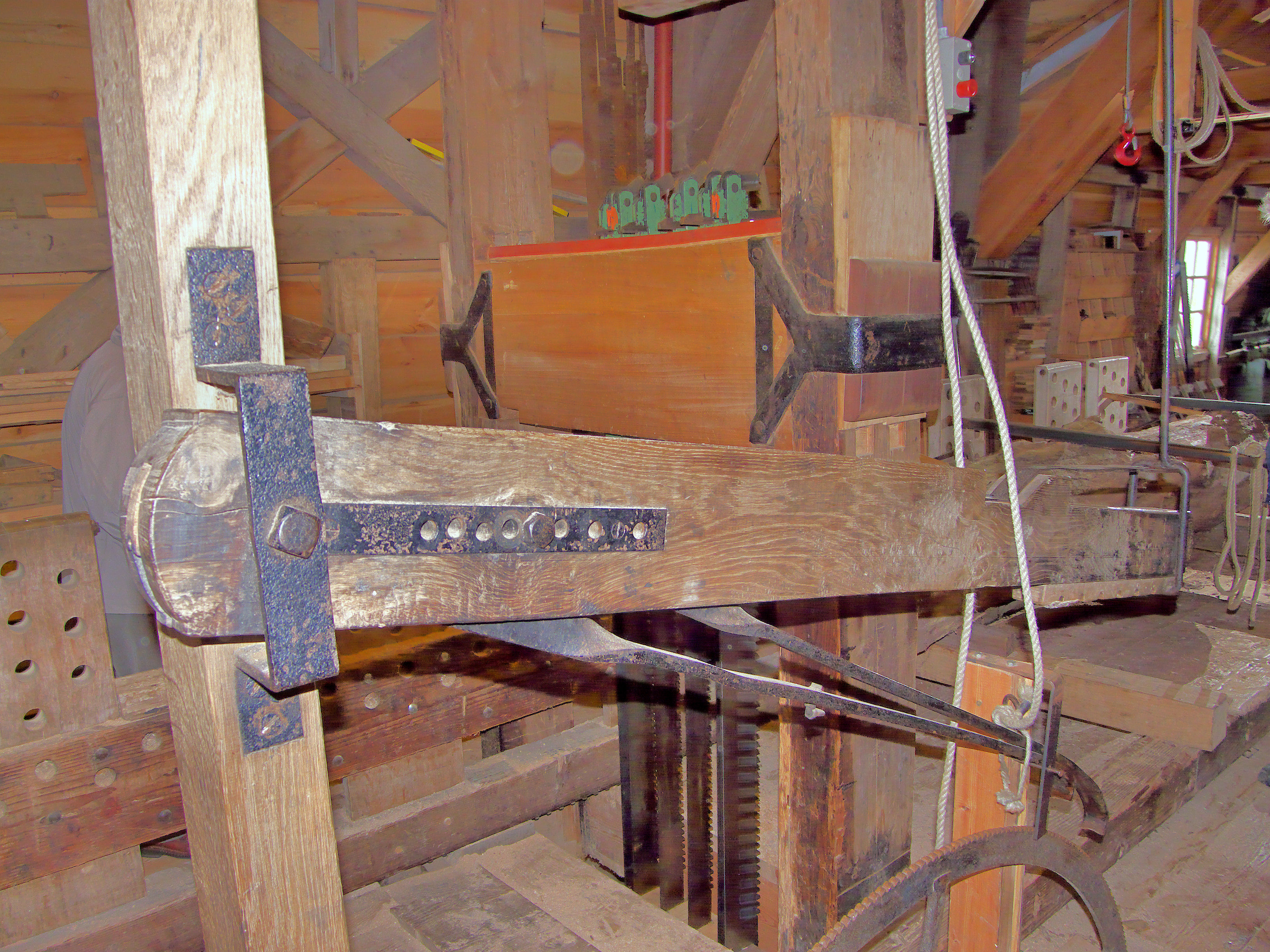
Krabbelarm met krabbelrad
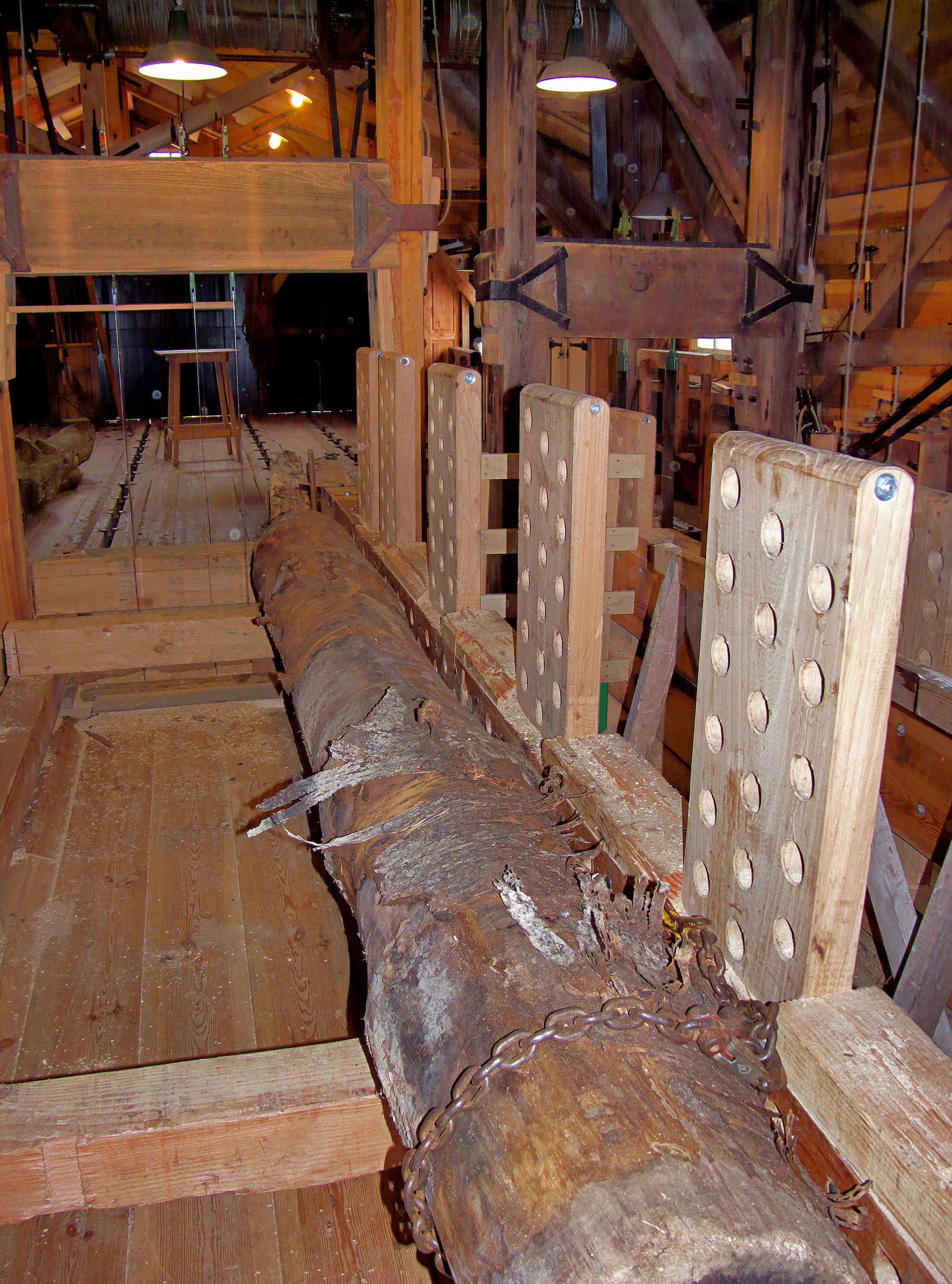
Middelste zaagslede
- Video zaagwerk